# Blodtrycksfall
Blodtrycksfall eller ortostatisk hypotoni innebär att ett blodtryck sjunker hastigt när en liggande eller sittande person ställer sig upp, vilket kan göra att det svartnar för ögonen eller att personen svimmar en kort stund. Medvetslöshet längre tid än någon minut vid blodtrycksfall utgör ett akut vårdläge.
Undantagsvis kan blodtrycksfall uppkomma utan lägesändring, så exempelvis vid neurodegenerativa sjukdomar som Shy-Dragers syndrom, som beror på en progressiv autonom dysfunktion. Detta är dock mycket ovanligt.

## Patofysiologi
Blodtrycksfall beror på att kroppen plötsligt måste anpassa sin funktion till lägesförändringen till stående position, vilket alltså kräver att hjärtat plötsligt måste pumpa extra hårt för att förse hjärnan med syrerikt blod. För att kroppen ska kunna anpassa sig till lägesförändringen krävs dels att hjärtat kan pumpa tillräckligt starkt, dels att blodådrorna kan hjälpa till att släppa igenom mer blod, dels att det finns tillräckligt mycket blod i omlopp. Vid blodtrycksfall fungerar inte dessa system i kroppen. Hjärnan kommer då hastigt att få syrebrist.
Flera tillstånd kan öka risken för blodtrycksfall. Vätskebrist (minskar blodvolymen), anemi, mediciner som påverkar autonoma nervsystemet (som reglerar hjärta och blodomlopp), hjärtsjukdomar och lågt blodtryck hör till några av de vanliga orsakerna. Blodtrycksfall och medföljande svimning är ett akut och allvarligt tecken om det uppstår till följd av hjärtsjukdomar som hjärtsvikt eller hjärtattack. Äldre och gravida drabbas oftare av blodtrycksfall än andra.

## Symptom
När hjärnan inte får tillräckligt med syre, slutar den plötsligt att fungera. Därför är det vanligt att en person med blodtrycksfall förlorar medvetandet eller känner sig svimfärdig. Det kan svartna för ögonen och susa i öronen, personen kan bli darrig, domna bort i kroppen eller bli muskelsvag. Det förekommer ofta att personer blir förvirrade eller drabbas av yrsel.

## Utredning
Diagnosen blodtrycksfall ställs ofta utifrån personens erfarenheter. I strikt medicinsk bemärkelse betyder dock blodtrycksfall att det systoliska blodtrycket sjunker 20mmHg och det diastoliska blodtrycket sjunker 10mmHg inom tre minuter från att en person ställt sig upp.
Om någon förlorar medvetandet längre tid än någon minut av blodtrycksfall, ska personen alltid betraktas som ett akut vårdfall, och pulsen ska omedelbart kontrolleras vid svimning. Ofta förekommande blodtrycksfall av lindrigare art bör utredas av läkare.